# レイモン・デュシャン＝ヴィヨン
レイモン・デュシャン＝ヴィヨン（Raymond Duchamp-Villon、本名:Pierre-Maurice-Raymond Duchamp、1876年11月5日 - 1918年10月9日）はフランスの彫刻家である。

## 略歴
ウール県のDamvilleに生まれた。父親は裕福な公証人で、母親は画家、ニコル（Émile Frédéric Nicolle)の娘で、兄に画家、版画家のジャック・ヴィヨン（本名、ガストン・エミール・デュシャン:1875-1963）弟にダダイズムの画家、マルセル・デュシャン(1887-1968)、妹にダダイストのシュザンヌ・デュシャン(1889-1963)がいる。兄の使ったヴィヨンのペンネームと本名の姓をつないで、ペンネームとした。
1894年から1898年まで、兄のジャック・ヴィヨンとパリに出て、モンマルトル地区に住み、1895年からソルボンヌ大学で医学を学び始めたが、1898年に病気にかかり、医学の勉強を中止しなければならなくなった。
医者になることを止めて、1900年から彫刻家になる修業を始めた。アール・ヌーヴォーの作品や新古典派の彫刻作品に学び、アリスティド・マイヨールやウンベルト・ボッチョーニの作品からも影響を受けた。1902年と1903年にフランス国民美術協会の展覧会に出展し、この頃からデュシャン＝ヴィヨンのペンネームを使うようになった。
1905年に兄とサロン・ドートンヌに出展し、ルーアンで展覧会を開き、彫刻家としての評価が高まった。1907年にはサロン・ドートンヌの彫刻部門の審査員に選ばれた。1911年にキュビスムを志向したグループのピュトー・グループ(1912年にSalon de la Section d'Orを開いた。)の主要メンバーとなった。1913年にアメリカで開かれたアーモリーショーでは、兄弟と主要な出展者となった。
第一次世界大戦が始まると、志願してフランス軍の病院で働きながら、代表作となる「馬」の制作を行った。1916年の冬、シャンパーニュに駐在している時、腸チフスに罹患し、カンヌの軍病院に入院したが、1918年10月9日にカンヌで死去した。

## 作品

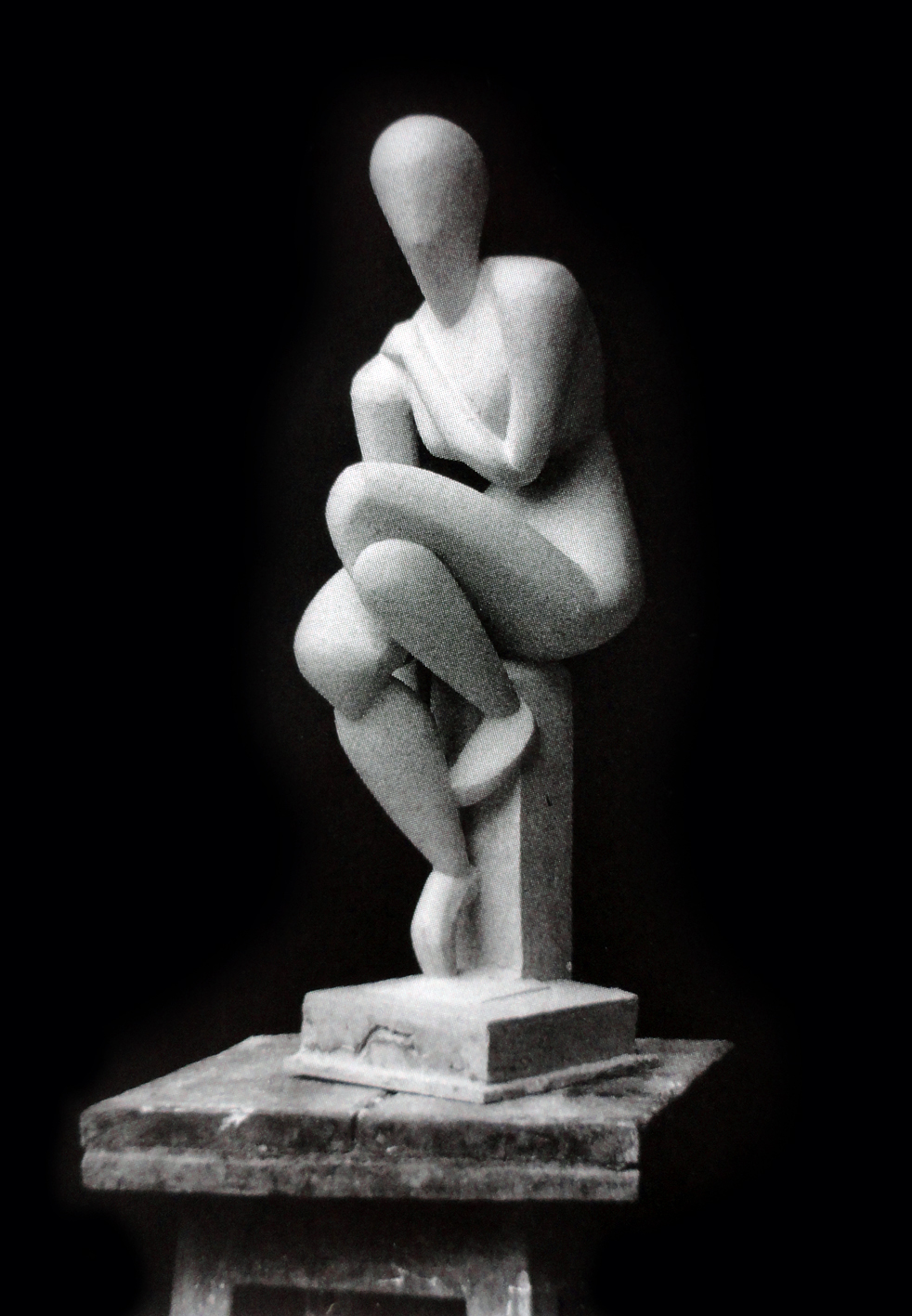
座る女(1912)
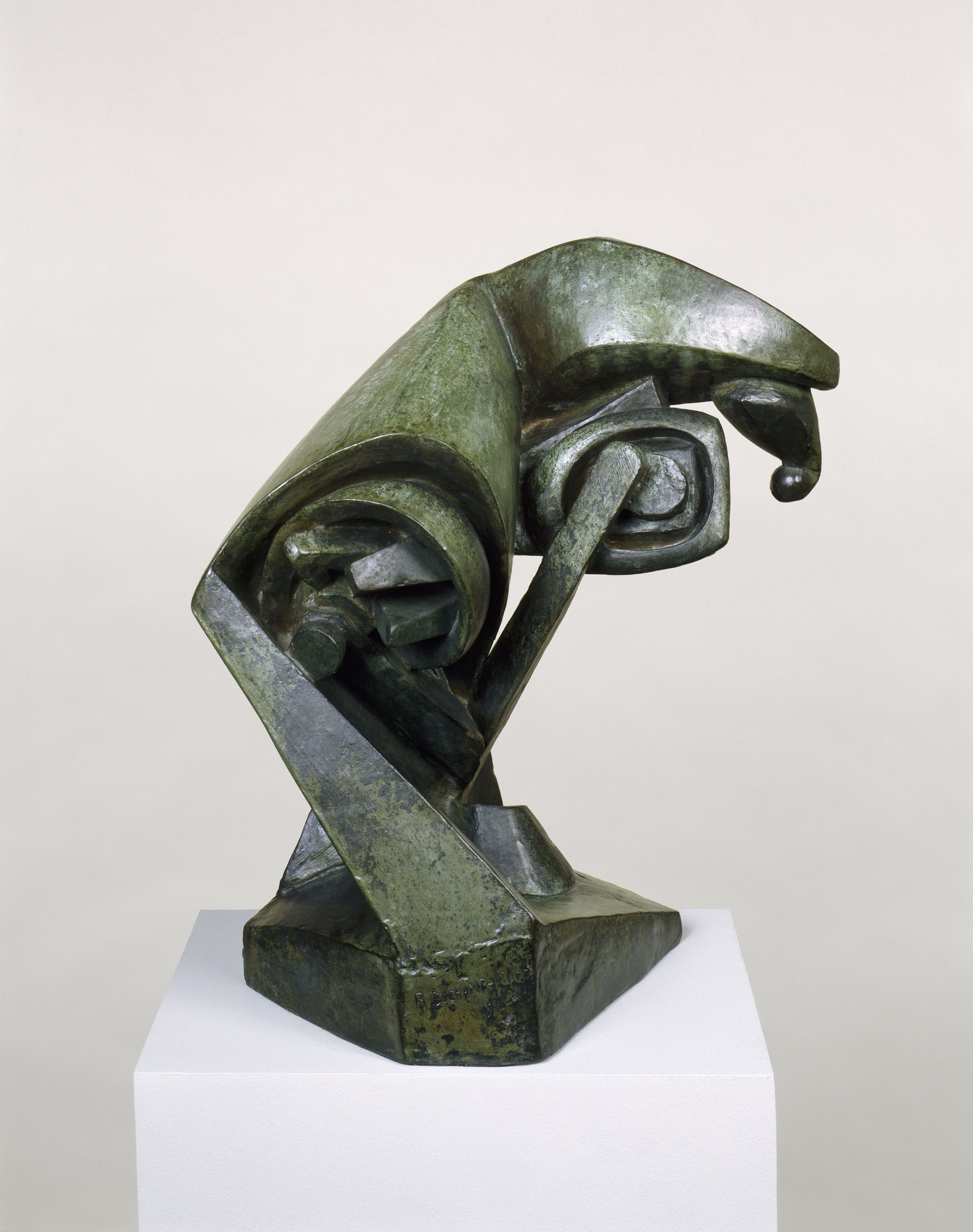
馬(1914)
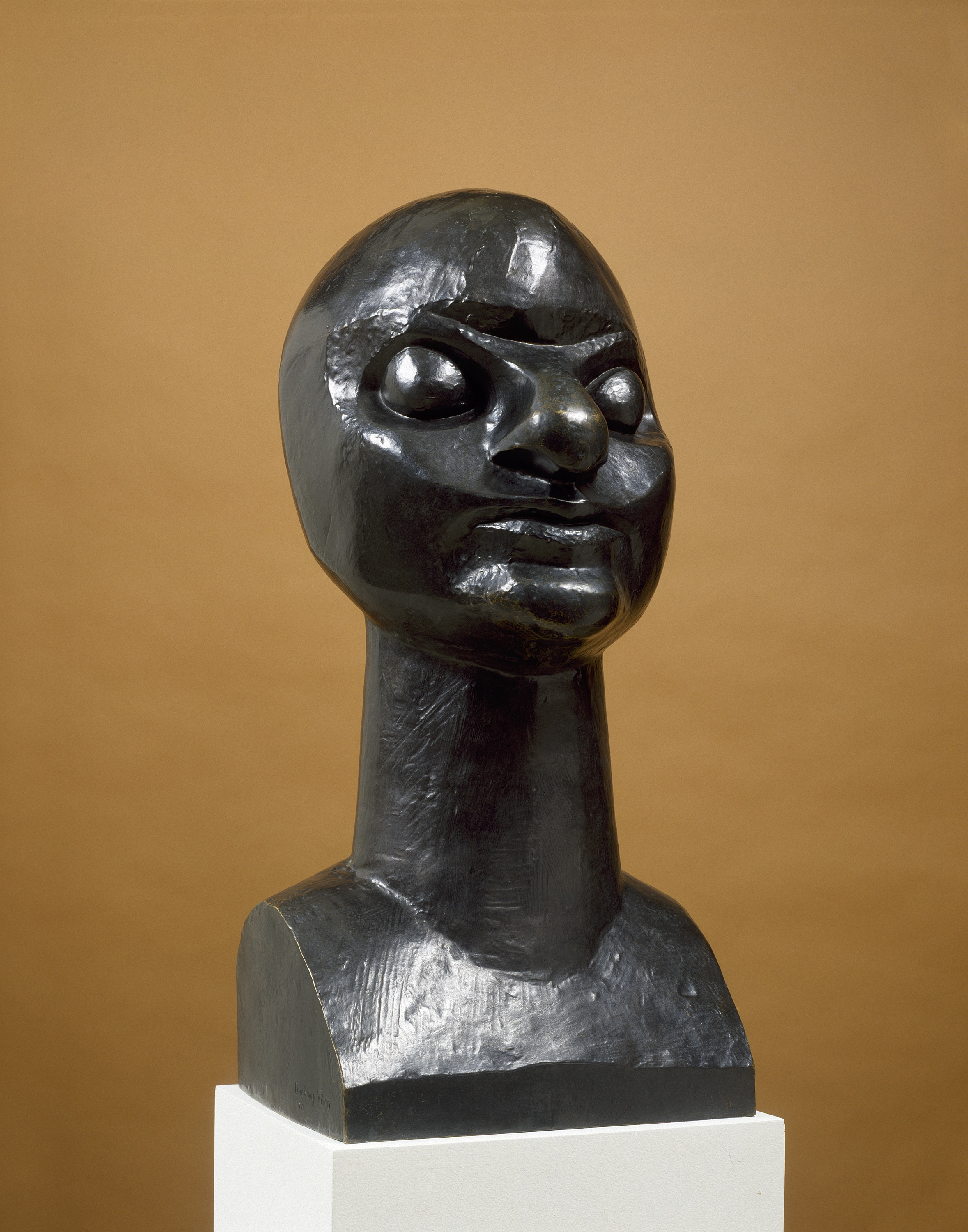
Maggy(1912)
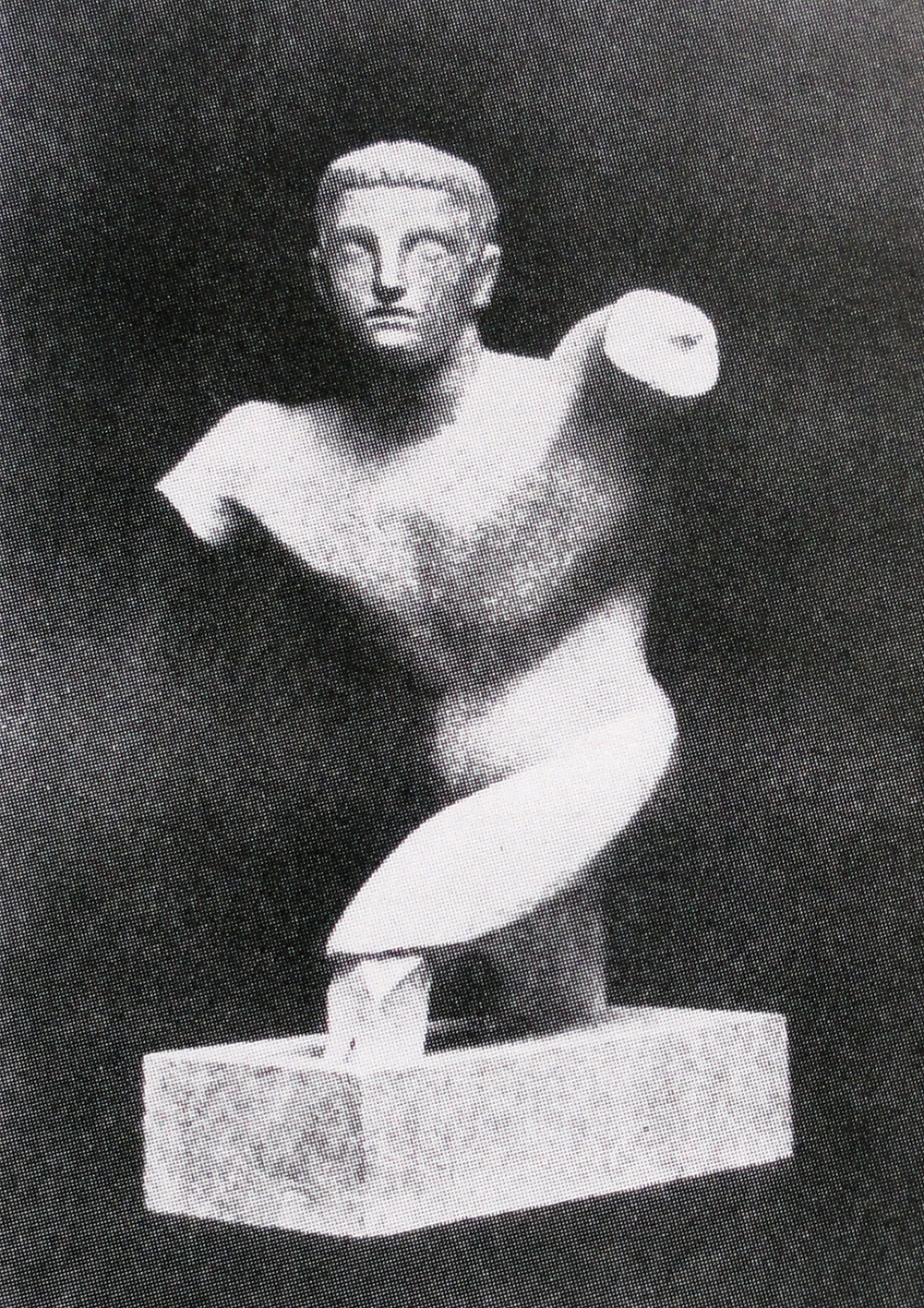
トルソー (c.1910)